# Escolca
Escolca (sardinski: Iscròca) je grad i općina (comune) u pokrajini Južnoj Sardiniji u regiji Sardiniji, Italija. Nalazi se na nadmorskoj visini od 416 metara i ima populaciju od 589 stanovnika.
 Prostire se na teritoriju od 14,76 km². Gustoća naseljenosti je 40 st/km².
Susjedne općine su: Gergei, Gesico, Mandas, Serri i Villanovafranca.